# An Thượng, Yên Thế
An Thượng là một xã thuộc huyện Yên Thế, tỉnh Bắc Giang, Việt Nam.
Xã An Thượng có diện tích 8,14 km², dân số năm 1999 là 3999 người, mật độ dân số đạt 491 người/km².